# Emilio Onrubia
Emilio Onrubia (6 de octubre de 1849, Paraná, Entre Ríos - Buenos Aires, 18 de abril de 1907) fue un periodista, militar, novelista y autor de teatro argentino.

## Reseña biográfica
Emilio Onrubia, al que apodaban el "loco Onrubia", por su forma más o menos disipada de vivir, afecto al juego y otras especulaciones, nació en Paraná el 6 de octubre de 1849. El Libro de Bautismos de la Iglesia Catedral de Paraná, sitúa el nacimiento en 1842. Pero Jacobo A. de Diego, conjetura que esa inscripción podría haber sido de un hermano mayor que falleció prematuramente y que, como se acostumbra, al hijo siguiente se le adjudicó el mismo nombre.
Fue militar. Tomó parte en la guerra del Paraguay.
Ejerció el periodismo en “El Amigo del Pueblo” y en “La Patria Argentina”.
Electo Diputado provincial en agosto de 1871 participa del traslado de los restos de Justo José de Urquiza desde el Cementerio a la Basílica de la Inmaculada Concepción.
Autor de varias obras de teatro que revelaban una gran falta de imaginación,  construyó un teatro en Buenos Aires, para representarlas. "Primero hice un sainete para teatro y como nadie lo quiere estrenar, ahora hago un teatro para el sainete", según le contestó a Leandro N. Alem.

Vista del Teatro Onrubia

El "Teatro Onrubia" abrió sus puertas el 15 de mayo de 1889, y en julio, Don Emilio es detenido por la policía durante el estreno de su obra Lo que Sobra y Lo que Falta,   sátira  al  presidente  Miguel Juárez Celman. En plena representación, se generó una pelea con armas blancas y revolveres,  entre los partidarios y los adversarios del oficialismo
En 1896, la mala administración y sus deudas de juego, lo obligan a vender el teatro pasando éste a denominarse “Victoria”. De Ruben Darío, y sus crónicas en el diario La Nación, nos llegan detalles de los estrenos de obras de  Nemesio Trejo,  Ezequiel Soria, Martín Coronado.  Martiniano Leguizamón estrena allí "Calandria",  una de las obras fundacionales del teatro criollo.
En 1932, su nieta, Salvadora Medina Onrubia  le devuelve por dos años el viejo nombre familiar:  "Teatro Onrubia ex Victoria". En 1934 la sala pasa a denominarse "Teatro Maravillas",  dedicada ya totalmente a la presentación de espectáculos con artistas españoles. Funcionó hasta el año 1945 en que fue demolido.
Por su parte, su creador, Emilio Onrubia, había fallecido en Buenos Aires, el 18 de abril de 1907.

## Obras
- 1885 - La copa de hiel. Buenos Aires : El Demócrata.[7]
- 1885 - Sin horizonte. [8]
- 1889 - El Payador (con música de A. D. Podestá). S.XX.[9]
- 1889 - Lo que sobra y lo que falta (revista política). Buenos Aires (s.n)[10]
- 1896 - Su discurso en la reunión democrática de la Casa Suiza. 10 de julio de 1896.  Buenos Aires F. Landreau y Ca.[11]
- 1896 - La vieja doctrina - Comedia en 4 actos. Buenos Aires : Impr. de F. Landreau.[12] Libro electrónico[13]
- 1904 - En carne viva. Buenos Aires : La Entre Riana de J. Pujol e Hijos.[14][15]
- Carta. (Artículo). Publicación:Apuntes biographicos del general de la nación Nicanor Caceres...[16]
- Otras de sus obras son Descenso;  La Coqueta de Gualeguaychú (1863), juzgada por Cándido Irazusta como un plagio de Bretón de los Herreros; La Hija del Obispo; Los Cofrades de Pilatos.